# برونو بيانكي (لاعب كرة قدم)
برونو بيانكي (بالإسبانية: Bruno Bianchi) (و. 1989  م) هو لاعب كرة قدم، من الأرجنتين، ولد في سان نيكولاس دي لوس آرويوس، يلعب كمُدَافِع.

## روابط خارجية
- برونو بيانكي على موقع قاعدة بيانات كرة القدم.إي يو (الإنجليزية)
- برونو بيانكي على موقع Soccerway.com (الإنجليزية)
- برونو بيانكي على موقع عالم كرة القدم.نت (الإنجليزية)